# Härskasjön
Härskasjön är en sjö i Vårgårda kommun i Västergötland och ingår i Göta älvs huvudavrinningsområde. Sjön har en area på 0,0876 kvadratkilometer och ligger 117,5 meter över havet. Förbi sjön går den 12  kilometer långa vandringsleden Sju sjöars led.

## Delavrinningsområde
Härskasjön ingår i det delavrinningsområde (644761-132454) som SMHI kallar för Ovan Lillån. Medelhöjden är 105 meter över havet och ytan är 44,77 kvadratkilometer. Räknas de 9 avrinningsområdena uppströms in blir den ackumulerade arean 376,71 kvadratkilometer. Nossan som avvattnar avrinningsområdet har biflödesordning 2, vilket innebär att vattnet flödar genom totalt 2 vattendrag innan det når havet efter 174 kilometer. Avrinningsområdet består mestadels av skog (37 procent), öppen mark (14 procent) och jordbruk (47 procent). Avrinningsområdet har 0,29 kvadratkilometer vattenytor vilket ger det en sjöprocent på 0,7 procent.

## Galleri

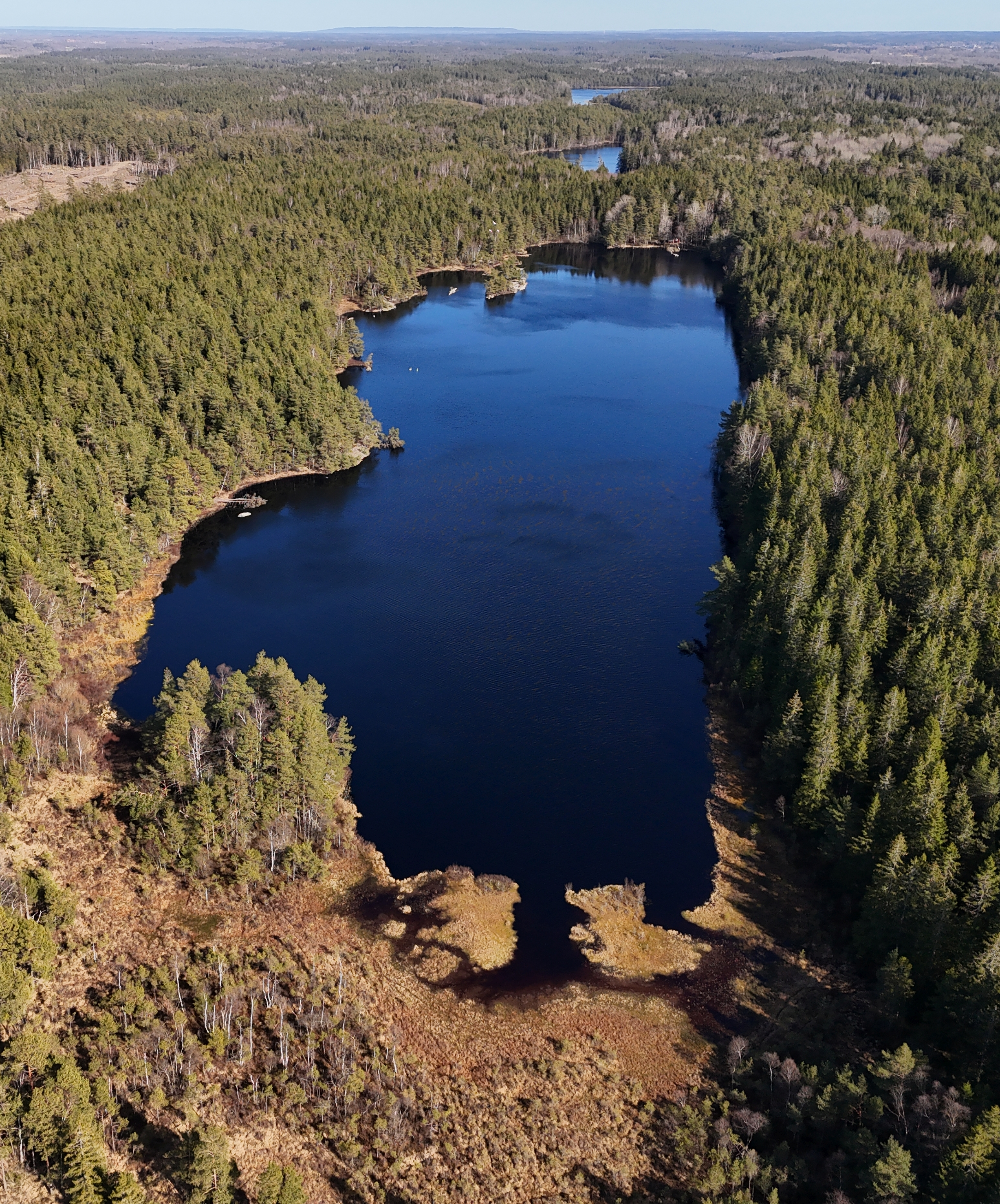
Härskasjön i april 2025.
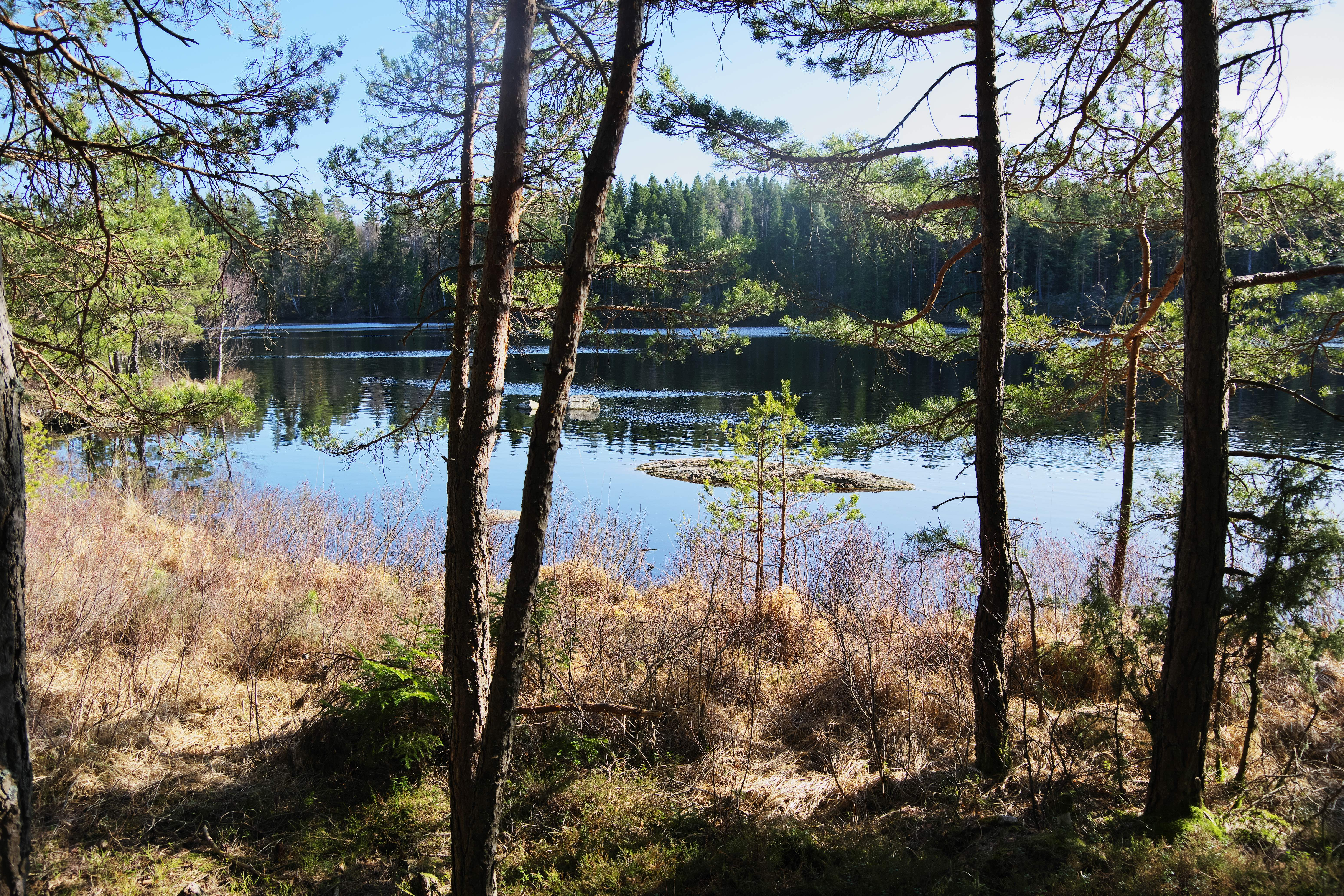
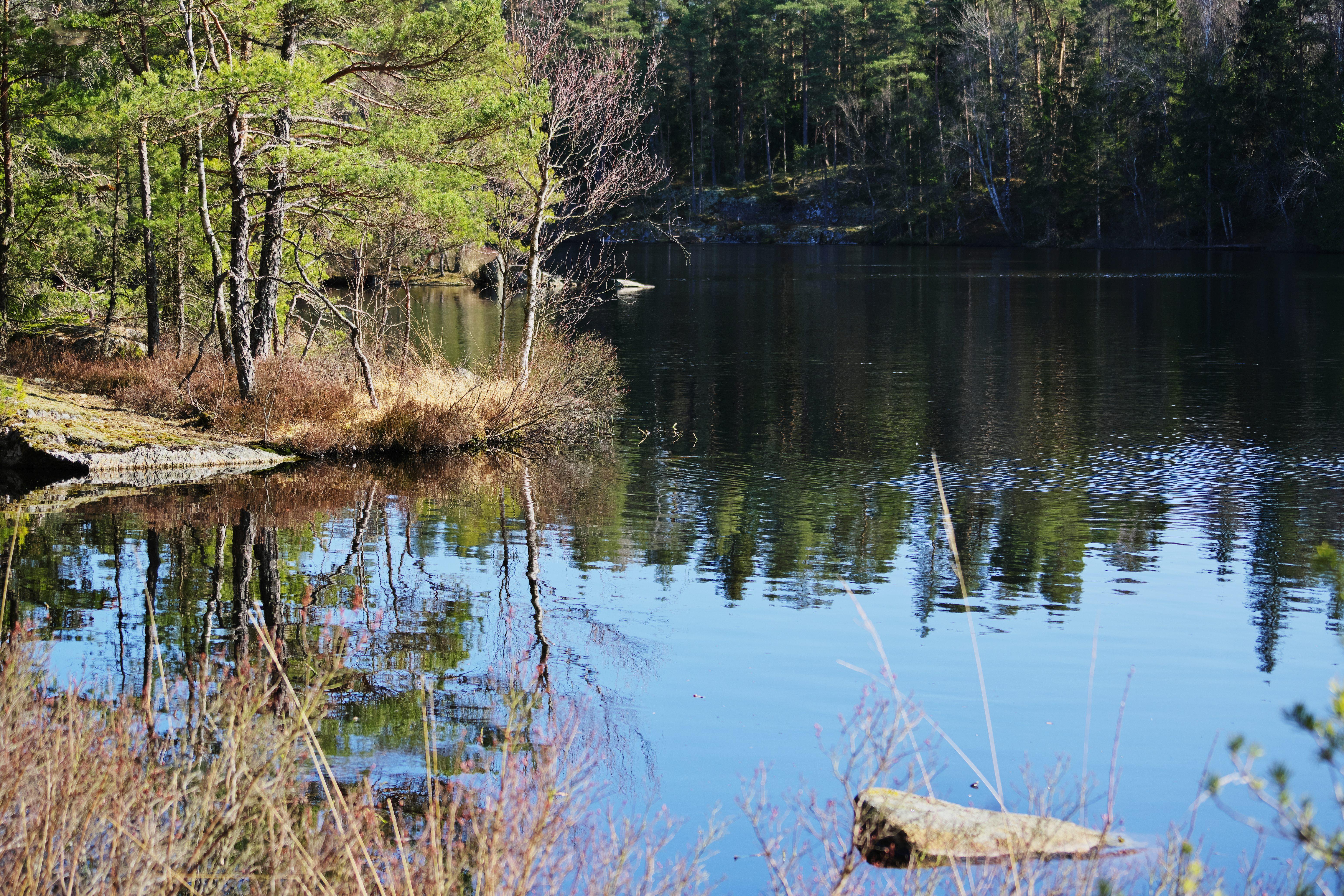